# Liste der Naturschutzgebiete in der Stadt Potsdam
In der brandenburgischen Stadt Potsdam gibt es fünf Naturschutzgebiete (Stand Januar 2018).
| Name des Gebietes              | Bild           | Kennung | WDPA   | Landkreis / Stadt                  | Beschreibung / Bemerkungen | Standort | Fläche in Hektar | Datum der Verordnung |
| ------------------------------ | -------------- | ------- | ------ | ---------------------------------- | -------------------------- | -------- | ---------------- | -------------------- |
| Döberitzer Heide               | weitere Bilder | 1401    | 162766 | Landkreis Havelland, Stadt Potsdam |                            | Position | 3414,53          | 17.12.1997           |
| Ferbitzer Bruch                |                | 1141    | 163045 | Landkreis Havelland, Stadt Potsdam |                            | Position | 1156,36          | 12.10.1996           |
| Obere Wublitz                  |                | 1156    | 164868 | Stadt Potsdam                      |                            | Position | 100              | 17.03.1986           |
| Sacrower See und Königswald    | weitere Bilder | 1470    | 165282 | Stadt Potsdam                      |                            | Position | 801,33           | 22.03.1941           |
| Seeburger Fenn - Sümpelfichten |                | 1561    | 319101 | Landkreis Havelland, Stadt Potsdam |                            | Position | 98,34            | 08.05.2002           |